# La Cabra Mecánica
La Cabra Mecánica fue un grupo de pop rock español formado por Miguel Ángel Hernando «Lichis» y varios músicos que fueron entrando y saliendo de la banda, y que se caracterizó por la mezcla de estilos y el mestizaje.
Su primer disco, titulado Cuando me suenan las tripas y producido por Cataldo Torelli para la discográfica DRO, tuvo buena acogida por la crítica y el sencillo Reina de la mantequilla llegó a escucharse por la radio.
En 1999 apareció el segundo disco, titulado Cabrón, producido por Juanjo Melero, tuvo una acogida mucho más modesta, pero el grupo Celtas Cortos los llamó para telonear su gira del año 2000 donde pudieron comprobar que las canciones sí funcionaban en directo.
El tercer disco de La Cabra Mecánica, publicado en 2001, titulado Vestidos de domingo y producido por Alejo Stivel tuvo un éxito notable, sobre todo el primer sencillo, La lista de la compra, en colaboración con María Jiménez.
En el año 2003 publicaron su primer disco en directo, titulado Ni jaulas ni peceras y grabado los días 25 y 28 de noviembre en el Teatro Jacinto Benavente de la localidad madrileña de Galapagar, donde se incluyeron buena parte de sus canciones más conocidas, así como cuatro temas inéditos, y que contó con la presencia de varios artistas invitados, entre ellos Ismael Serrano. Ya en 2005 salió al mercado Hotel Lichis, donde aparecieron trece nuevas canciones.
Desde junio de 2008, Lichis protagonizó en Internet el docu-reality Parte de cero: una historia real, junto con la banda madrileña Fulanos de Tal, donde se narraba, en tiempo real, el proceso de la autoproducción de un disco, desde la primera selección de canciones hasta la sacrificada promoción en prensa, radio y televisión.
En septiembre de 2009 se anunció que, tras un último recopilatorio, Carne de canción, harían una gira de despedida. A finales de ese año y durante 2010, el grupo emprendió su última gira junto al grupo Fito & Fitipaldis.
En mayo de 2022 el líder de la banda, Lichis, anuncia a través de las redes sociales el regreso de la formación con una pequeña gira bajo el nombre "Cuando me suenan las tripas 25 aniversario", conmemorando el cuarto de siglo desde la publicación del primer disco de la banda.

## Discografía
- Cuando me suenan las tripas (1997)
- Cabrón (1999)
- Vestidos de domingo (2001)
- Ni jaulas ni peceras, en directo (2003)
- Hotel Lichis (2005)
- Carne de canción (2009)

- Datos: Q3820687